# Cydamus abditus
Cydamus abditus är en insektsart som beskrevs av Van Duzee 1925. Cydamus abditus ingår i släktet Cydamus och familjen krumhornskinnbaggar. Inga underarter finns listade i Catalogue of Life.